# Uftjuga (Kubenasee)
Die Uftjuga (russisch У́фтюга) ist ein Zufluss des Kubenasees in der Oblast Wologda in Nordwestrussland.
Die Uftjuga entspringt im Rajon Woschega in den südlichen Ausläufern der Konoscha-Höhen.
Sie fließt in südlicher Richtung und passiert den Ort Wereschnoje.
Schließlich erreicht sie den Kubenasee und mündet in das westliche Nordufer. 
Die Uftjuga hat eine Länge von 117 km. Sie entwässert ein Areal von 1280 km².  